# Гана на летних Олимпийских играх 1968
Гана принимала участие в Летних Олимпийских играх 1968 года в Мехико (Мексика) в четвёртый раз за свою историю, но не завоевала ни одной медали. Сборную представлял 41 спортсмен.

## Результаты

### Бокс
| Спортсмен        | Весовая категория | Первый раунд                  | Второй раунд               | 1/8 финала                      | Четвертьфинал                       | Полуфинал            | Финал                |       |
| Спортсмен        | Весовая категория | Соперник Счёт                 | Соперник Счёт              | Соперник Счёт                   | Соперник Счёт                       | Соперник Счёт        | Соперник Счёт        | Место |
| ---------------- | ----------------- | ----------------------------- | -------------------------- | ------------------------------- | ----------------------------------- | -------------------- | -------------------- | ----- |
| Джо Дестимо      | до 51 кг          | н/д                           | BYE                        | Вальтер Генри Канада RSC        | Сервилиу де Оливейра Бразилия П 0-5 | Завершил выступления | Завершил выступления | 5     |
| Салли Шитту      | до 54 кг          | Дари Дасуда Нигер В 4-1       | Дьюла Сабо Венгрия В 5-0   | Хорст Рашер ФРГ П 2-3           | Завершил выступления                | Завершил выступления | Завершил выступления | 9     |
| Джо Марте        | до 60 кг          | Энцо Петриджилья Италия П 2-3 | Завершил выступления       | Завершил выступления            | Завершил выступления                | Завершил выступления | Завершил выступления | 33    |
| Эммануэль Лоусон | до 63,5 кг        | BYE                           | Хайме Лозано Мексика П 0-5 | Завершил выступления            | Завершил выступления                | Завершил выступления | Завершил выступления | 17    |
| Аарон Поппула    | до 67 кг          | BYE                           | Селал Сандал Турция П 2-3  | Завершил выступления            | Завершил выступления                | Завершил выступления | Завершил выступления | 17    |
| Принс Амарти     | до 71 кг          | н/д                           | Абдель Салих Судан В 4-1   | Эрик Блэйк Великобритания П 1-4 | Завершил выступления                | Завершил выступления | Завершил выступления | 9     |
| Адонис Рэй       | свыше 81 кг       | н/д                           | н/д                        | Хоакин Роча Мексика П 1-4       | Завершил выступления                | Завершил выступления | Завершил выступления | 9     |

### Лёгкая атлетика
Мужчины
| Спортсмен                                      | Дисциплина       | Первый раунд | Первый раунд | Первый раунд | Четвертьфинал | Четвертьфинал | Четвертьфинал | Полуфинал            | Полуфинал            | Полуфинал            | Финал                 | Финал                 |
| Спортсмен                                      | Дисциплина       | Время        | Место        | Итог         | Время         | Место         | Итог          | Время                | Место                | Итог                 | Время                 | Место                 |
| ---------------------------------------------- | ---------------- | ------------ | ------------ | ------------ | ------------- | ------------- | ------------- | -------------------- | -------------------- | -------------------- | --------------------- | --------------------- |
| Майк Ахи                                       | 100 м            | 10,59        | 3            | 42           | 10,49         | 8             | 30            | Завершил выступления | Завершил выступления | Завершил выступления | Завершил выступления  | Завершил выступления  |
| Джеймс Адди                                    | 200 м            | 21,00        | 3            | 20           | 20,90         | 5             | 16            | Завершил выступления | Завершил выступления | Завершил выступления | Завершил выступления  | Завершил выступления  |
| Сэм Бугри                                      | 400 м            | 45,88        | 4            | 11           | 46,08         | 4             | 14            | 45,92                | 5                    | 10                   | Завершил выступления  | Завершил выступления  |
| Джон Аметепи                                   | 800 м            | 1:50,78      | 4            | 25           | н/д           | н/д           | н/д           | Завершил выступления | Завершил выступления | Завершил выступления | Завершил выступления  | Завершил выступления  |
| Вильям Квайе                                   | 400 м с/б        | 51,60        | 6            | 22           | н/д           | н/д           | н/д           | Завершил выступления | Завершил выступления | Завершил выступления | Завершил выступления  | Завершил выступления  |
| Эдвард Овусу Майк Ахи Вильям Квайе Джеймс Адди | эстафета 4×100 м | 39,87        | 6            | 13           | н/д           | н/д           | н/д           | 39,96                | 5.                   | 12.                  | Завершили выступления | Завершили выступления |

| Спортсмен    | Дисциплина     | Квалификация | Квалификация | Финал                | Финал                |
| Спортсмен    | Дисциплина     | Результат    | Место        | Результат            | Место                |
| ------------ | -------------- | ------------ | ------------ | -------------------- | -------------------- |
| Майк Ахи     | прыжки в длину | 7,77         | 8            | 7,71                 | 13                   |
| Джонсон Амоа | тройной прыжок | 15,65        | 24           | Завершил выступления | Завершил выступления |

Женщины
| Спортсменка | Дисциплина     | Квалификация | Квалификация | Финал                 | Финал                 |
| Спортсменка | Дисциплина     | Результат    | Место        | Результат             | Место                 |
| ----------- | -------------- | ------------ | ------------ | --------------------- | --------------------- |
| Алис Аннум  | прыжки в длину | 6,61         | 22           | Завершила выступления | Завершила выступления |
| Алис Аннум  | 200 м          | 23,95        | 23           | Завершила выступления | Завершила выступления |

### Футбол
Группа С
Гана заменила сборную Марокко, которая отказалась играть с Израилем
| Team      | Матчи | В | Н | П | ГЗ | ГП | РГ | Очки |
| --------- | ----- | - | - | - | -- | -- | -- | ---- |
| Венгрия   | 3     | 2 | 1 | 0 | 8  | 2  | +6 | 5    |
| Израиль   | 3     | 2 | 0 | 1 | 8  | 6  | +2 | 4    |
| Гана      | 3     | 0 | 2 | 1 | 6  | 8  | −2 | 2    |
| Сальвадор | 3     | 0 | 1 | 2 | 2  | 8  | −6 | 1    |

| Израиль                                  | 5 – 3 | Гана                      |
| ---------------------------------------- | ----- | ------------------------- |
| Шпигель 11′ 75′ · Фейгенбаум 16′ 30′ 70′ | отчёт | Жабир 18′ 79′ · Амоса 35′ |

| Венгрия                    | 2 – 2 | Гана                    |
| -------------------------- | ----- | ----------------------- |
| А. Дунаи 15′ · Менцель 17′ | отчёт | Санди 12′ · Сампене 33′ |

| Сальвадор    | 1 – 1 | Гана     |
| ------------ | ----- | -------- |
| Родригес 42′ | отчёт | Кофи 55′ |